# Saint-Étienne-de-Chomeil
Saint-Étienne-de-Chomeil település Franciaországban, Cantal megyében. Lakosainak száma 252 fő (2022. január 1.). Saint-Étienne-de-Chomeil Antignac, Champs-sur-Tarentaine-Marchal, Menet, La Monselie, Riom-ès-Montagnes, Saint-Amandin és Trémouille községekkel határos.

## Népesség
A település népessége az elmúlt években az alábbi módon változott:
| Lakosok száma | 505  | 378  | 310  | 225  | 213  | 215  | 230  | 243  | 246  | 252  |
|               | 1968 | 1982 | 1990 | 2006 | 2013 | 2015 | 2017 | 2019 | 2020 | 2022 |